# Autódromo de Querétaro
El Autódromo de Querétaro es una pista de carreras de autos en El Marqués, Querétaro, México. El autódromo fue inaugurado en 2008. La pista ha sido sede de la NASCAR México Series, la Copa Pirelli, la LATAM Challenge Series, la Super Copa Telcel.

## Trazado
La pista tiene dos trazados; una pista de carretera de 2.314 km y un ovalo de 1.283 km. Además de que la pista tiene una pista de aceleración de 700 metros donde se llevan a cabo regularmente eventos de 1/8 de milla.

## Ganadores

### Nascar Mexico Series
| Año  | Ganador              |
| ---- | -------------------- |
| 2008 | Rafael Martínez      |
| 2008 | Waldemar Coronas     |
| 2009 | Hugo Oliveras        |
| 2009 | Rubén Rovelo         |
| 2010 | Rafael Martínez      |
| 2010 | Antonio Pérez        |
| 2011 | Homero Richards      |
| 2011 | Germán Quiroga       |
| 2012 | Homero Richards      |
| 2012 | Daniel Suárez        |
| 2013 | Rafael Martínez      |
| 2013 | Rafael Martínez      |
| 2014 | Rubén Pardo          |
| 2014 | Homero Richards      |
| 2015 | Rodrigo Peralta      |
| 2017 | Irwin Vences         |
| 2018 | Rubén García Jr.     |
| 2019 | Salvador de Alba Jr. |
| 2020 | Rubén Rovelo         |
| 2020 | Salvador de Alba Jr. |
| 2020 | Rubén Rovelo         |
| 2020 | Rubén García Jr.     |
| 2020 | Rubén Rovelo         |
| 2021 | Salvador de Alba Jr. |
| 2022 | Rubén García Jr.     |
| 2022 | José Luis Ramírez    |
| 2023 | Jacobo Cosío         |
| 2024 | Irwin Vences         |
| 2024 | Xavi Razo            |

### Campeonato NACAM de Fórmula 4
| Año  | Piloto               | Equipo                 |
| ---- | -------------------- | ---------------------- |
| 2020 | Andrés Pérez de Lara | Telcel RPL Racing      |
| 2020 | Gil Molina           | MEA Racing             |
| 2020 | Noel León            | Ram Racing             |
| 2020 | Thomas Nepveu        | Telcel RPL Racing      |
| 2020 | Jorge Garcíarce      | Sidral AGA-Checo Pérez |
| 2020 | Noel León            | Ram Racing             |
| 2022 | Julio Rejón          | Mothers ProRally       |
| 2022 | Juan Felipe Pedraza  | Ram Racing             |
| 2022 | Manuel Roza          | RRK Motorsports        |